# اليمن في الألعاب الأولمبية الصيفية 2016
نافس اليمن في دورة الألعاب الأولمبية الصيفية 2016 في ريو دي جانيرو، البرازيل في الفترة من 5 إلى 21 أغسطس 2016. كان هذا هو الظهور السابع على التوالي للبلاد في الألعاب الأولمبية الصيفية، منذ إعادة التوحيد في عام 1990.
تم اختيار ثلاثة رياضيين يمنيين، رجلان وامرأة، للتنافس في ألعاب القوى والجودو والسباحة. جميعهم ظهروا لأول مرة في الألعاب الأولمبية في ريو دي جانيرو، حيث قاد لاعب الجودو خفيف الوزن زياد مطر الوفد اليمني كحامل علم البلاد في حفل الافتتاح.